# カーマ (物理学)
カーマ（kerma）は、放射線量の一種で、電荷を持たない放射線（ガンマ線、中性子線等）が、人体や物体に与える影響の指標となる量で、グレイを計量単位とする。原子力発電所等の環境基準や放射線機器の性能評価で利用する。

## 概要
電荷を持たない電離放射線（例えば中性子・光子など）が微小体積要素内で標的試料を電離し、その結果、二次的に生じた荷電粒子の運動エネルギーの初期値の総和を微小体積要素の質量で割った値として定義される。この語はkinetic energy released in materials（物質に放出される運動エネルギー）から採られた頭字語である。
二次粒子に与えられたエネルギーのその後の収支は、以下の場合が考えられる。
1. 制動放射等により再び非荷電粒子を生じる。
2. 衝突により体積要素内で吸収される（衝突損失により失われたエネルギーの総和を衝突カーマという）。
3. 体積要素外に出る（荷電粒子が要素外で生成され要素内に付与するエネルギーと要素内で生成され要素外に付与するエネルギーが等しいとき、荷電粒子平衡が成り立つという）。

非荷電粒子の生成が無視できるときカーマと衝突カーマは等しい（空気に対して1MeVより小さいエネルギーの光子では、制動放射による損失が無視できる）。
また、荷電粒子平衡が成り立つとき、衝突カーマは吸収線量に等しい。